# دین‌آئرو ام‌سی‌آر۰۱
دین‌آئرو ام‌سی‌آر۰۱ (به انگلیسی: Dyn'Aéro_MCR01) یک هواگرد ملخ‌پیشین تک‌موتوره از نوع فوق سبک ساخت شرکت Dyn'Aéro است. هواگرد دین‌آئرو ام‌سی‌آر۰۱ نخستین پروازش را در ژوئیه ۱۹۹۶ میلادی انجام داد. در مجموع، تعداد ۵۰۰+ فروند از این هواگرد ساخته شده‌است.